# St. Clair Soleyne
St. Clair Soleyne (* 26. September 1967) ist ein ehemaliger antiguanischer Sprinter.
Er trat bei den Olympischen Sommerspielen 1988 in Seoul über 100 m an. Zudem bildete er mit Alfred Browne, Howard Lindsay und Larry Miller die antiguanische Staffel im Wettkampf über 4 × 100 m.